# 帽峰椴
帽峰椴（学名：Tilia mofungensis）为锦葵科椴树属的植物，是中国的特有植物。分布在中国大陆的广东、江西等地，生长于海拔800米至1,000米的地区，多生长在山地常绿林中，目前已由人工引种栽培。